# Michaela Christine Hastetter
Michaela Christine Hastetter (* 1971) ist eine deutsche römisch-katholische Theologin.

## Leben
Sie studierte katholische Theologie, Schulmusik, Musikwissenschaft/Musikpädagogik und orthodoxe Theologie in München, Frankfurt am Main, Freiburg im Breisgau und Thessaloniki. Nach fünf Jahren Schuldienst wurde sie 2006 mit der Dissertation ,Horch! Mein Geliebter!’ Die Wiederentdeckung der geistlichen Schriftauslegung in den Hoheliedvertonungen des 20. Jahrhunderts an der LMU München promoviert, wo sie von 2004 bis 2007 Assistentin am Lehrstuhl für Pastoraltheologie war. Ab 2007 war sie wissenschaftliche Assistentin an der Albert-Ludwigs-Universität Freiburg, wo sie sich 2010 in Pastoraltheologie und Homiletik habilitierte mit der Arbeit Pneumatologische Bildpastoral. Neue Zugänge zur Seelsorge mit Heilig-Geist-Bildern. 2019 erfolgte ein Post-Doc-Abschluss in orthodoxer Theologie an der Aristoteles-Universität Thessaloniki zum Thema Vergegenwärtigung der Vätertheologie. Joseph Ratzingers/Papst Benedikts XVI. Beitrag in der patristisch-ökumenischen Theologie im Nachgang zu Georgi Florowskis Neo-Patristischer Synthese. Derzeit ist sie Ordentliche Professorin für Pastoraltheologie und Religionspädagogik an der Katholischen Hochschule ITI in Trumau, Außerplanmäßige Professorin Albert-Ludwigs-Universität Freiburg und Gastprofessorin an der Hochschule Heiligenkreuz.
Hastetter gehört als Gründungsmitglied dem Neuen Schülerkreis Joseph Ratzinger/Papst Benedikt XVI. an und fungierte bis 2017 als dessen Sprecherin. Im September 2020 wurde sie in den dreiköpfigen Vorstand der mit den Schülerkreisen verbundenen Joseph Ratzinger Papst Benedikt-Stiftung gewählt, den sie im März 2021 niederlegte.
2017 gründete sie zusammen mit dem orthodoxen Theologen P. Ephräm Givi Lomidze das Wiener Studienhaus Johannes von Damaskus, dem 2019 das St. Ephräm Wissenschaftliche Zentrum für Orient&Okzident-Studien (STEP) in Kooperation mit der Katholischen Hochschule ITI angegliedert wurde.
Sie ist Mitbegründerin der wissenschaftliche Reihe Theologische Orient&Okzident-Studien, die im EOS-Verlag St. Ottilien erscheint.

## Publikationen (Auswahl)
- „Horch! Mein Geliebter!“. Die Wiederentdeckung der geistlichen Schriftauslegung in den Hoheliedvertonungen des 20. Jahrhunderts (= Münchener theologische Studien. Systematische Abteilung, Band 69). EOS-Verl., St. Ottilien 2007, ISBN 3-8306-7255-1 (zugleich Dissertation, München 2005).
- als Herausgeberin mit Christoph Ohly und Georgios Vlachonis: Symphonie des Glaubens. Junge Münchener Theologen im Dialog mit Joseph Ratzinger/Benedikt XVI. EOS, St. Ottilien 2007, ISBN 3-8306-7293-4.
- als Herausgeberin mit Karl-Heinz Steinmetz: 1400 Jahre Gregor der Große. Rezeption – Seelsorge – Ökumene (= Edition Cardo, Band 144). Koinonia-Oriens e.V., Köln 2007, ISBN 3-936835-44-6.
- als Herausgeberin unter Mitarbeit von Christian Lenze: Musik des Unsichtbaren. Der Komponist Olivier Messiaen (1908–1992) am Schnittpunkt von Theologie und Musik. EOS-Verl., St. Ottilien 2008, ISBN 978-3-8306-7357-6.
- Pneumatologische Bildpastoral. Neue Zugänge zur Seelsorge mit Heilig-Geist-Bildern. Pustet, Regensburg 2011, ISBN 978-3-7917-2406-5 (zugleich Habilitationsschrift, Freiburg 2010).
- als Herausgeberin mit Christoph Ohly und Ioan Moga: Symphonie des Wortes. Beiträge zur Offenbarungskonstitution "Dei Verbum" im katholisch-orthodoxen Dialog. Festgabe des Neuen Schülerkreises zum 85. Geburtstag von Joseph Ratzinger/Papst Benedikt XVI. EOS-Verl., St. Ottilien 2012, ISBN 978-3-8306-7541-9.
- als Herausgeberin mit Daniela Leiter: Geheimnis der sieben Sakramente. Theologie und zeitgenössische Kunst im Dialog. Ein interdisziplinäres Projekt zwischen Theologiestudierenden, Künstlerinnen und Künstlern. Modo, Freiburg 2012, ISBN 978-3-86833-110-3.
- als Herausgeberin mit Helmut Hoping: Ein hörendes Herz. Hinführung zur Theologie und Spiritualität von Joseph Ratzinger/Papst Benedikt XVI. (= Ratzinger-Studien, Band 5). Pustet, Regensburg 2012, ISBN 3-7917-2471-1.
- als Herausgeberin: Dienst und Einheit. Annäherungen an das Primatsverständnis in ökumenischer Perspektive. Festschrift für Stephan Otto Horn zum 80. Geburtstag. EOS, St. Ottilien 2014, ISBN 978-3-8306-7673-7.
- als Herausgeberin mit Michael Hettich unter Mitarbeit von Marten Stahlberg: An der Bruchlinie von Kirche und Welt. Pastoral im Heute. Festschrift für Hubert Windisch. Pustet, Regensburg 2014, ISBN 978-3-7917-2577-2.
- mit Beate Kowalski: Die Johannespassion von Arvo Pärt. kbw Bibelwerk, Stuttgart 2015, ISBN 3-460-08603-3.
- als Herausgeberin mit Stefanos Athanasiou: „Ut unum sint“. Zur Theologie der Einheit bei Joseph Ratzinger/Papst Benedikt XVI. (= Ratzinger Studien 13), Pustet, Regensburg 2018, ISBN 978-3-903118-44-7.
- als Herausgeberin mit Sergii Bortnyk: Mosaik der Ökumene. Rezeptionsimpulse zum orthodox-katholischen Dialog (= Forum Ökumene 2), Herder, Freiburg, Basel, Wien 2018, ISBN 978-3-451-38364-9.
- In der Liebe bleiben. Pastoraltheologische Erwägungen zu Ehe und Familie. Mit zwei Beiträgen von Christiaan W.J.M. Alting von Geusau, Heiligenkreuz 2018, ISBN 978-3-903118-44-7.
- Vergegenwärtigung der Vätertheologie. Joseph Ratzingers/Papst Benedikts XVI. Beitrag in der patristisch-ökumenischen Theologie im Nachgang zu Georgi Florowskis Neo-Patristischer Synthese (= Theologische Orient&Okzident-Studien 1), EOS-Verl., St. Ottilien 2019, ISBN 978-3-8306-7975-2.
- Licht fließt am Himmel. Zum 100. Geburtstag von Max Baumann (1917–1999), EOS-Verl., St. Ottilien 2019, ISBN 978-3-8306-7940-0.
- als Herausgeberin mit Givi Lomidze: Eins in der Taufe (= Theologische Orient&Okzident-Studien 2), EOS-Verl., St. Ottilien 2020, ISBN 978-3-8306-8021-5.
- als Herausgeberin mit Ephräm Givi Lomidze: Christliche Hymnen – die Kraft der poetischen Theologie (= Theologische Orient&Okzident-Studien 3), EOS-Verl., St. Ottilien 2021, ISBN 978-3-8306-8082-6.
- Visionäre des Kommenden. Wladimir Solowjew und Joseph Ratzinger - Rezeptionslinien und Geistesverwandtschaften mit einem Schwerpunkt auf dem Verhältnis von Kirche und Staat, EOS-Verl., St. Ottilien 2025, ISBN 978-3-8306-8290-5.